# Marja Brander
Eva Marja Catharina Brander, född 17 december 1905 i Saarijärvi, död 22 oktober 1987 i Helsingfors, var en finländsk skolledare.
Brander, som var dotter till forstmästare Karl Einar Brander och Bertha Maria Hannelius, blev student 1923 och filosofie kandidat 1930. Hon var tillförordnad äldre lektor i finska vid Jakobstads samlyceum 1931–1933, vid Vasa svenska lyceum 1933–1934, timlärare i finska vid Privata svenska flickskolan i Helsingfors 1934–1938, vid Nya svenska samskolan 1938–1940, yngre lektor i svenska och historia vid Laguska skolan 1940–1946, lektor i finska och svenska vid samma skola från 1946, prorektor 1954–1958, rektor 1960–1964 och prorektor från 1964. Hon var lärare i finska vid Svenska aftonläroverket 1947–1951, i svenska och finska vid Helsingfors svenska arbetarinstitut från 1951 och lärare i svensk handelskorrespondens vid Finska handelshögskolan i Helsingfors 1957–1960. Hon var socialkurator för finska barn i södra Älvsborgs län i Sverige 1942, medlem av Nordiska hjälpcentralen, Rädda Barnens och socialministeriets barnförflyttningskommitté 1940–1944 och Helsingfors sparbanks principal från 1958.